# Reinhold Huckriede
Reinhold Huckriede (* 21. September 1926 in Hannover; † 30. Oktober 2014) war ein deutscher Geologe und Paläontologe. Er war Professor an der Universität Marburg.
Huckriede holte nach Wehrdienst und Kriegsgefangenschaft (England, Belgien) bis 1948 in Hannover 1951 sein Abitur am Abendgymnasium nach, wurde in die Studienstiftung des Deutschen Volkes aufgenommen und studierte in  Marburg Geologie und Paläontologie (sowie ein Semester in Graz). Er wurde 1956 in Marburg in Geologie promoviert (Die Geologie der Umgebung von Kaisers (Lechtaler Alpen)). Ab 1958 war er im Amt für Bodenforschung in Hannover und war ab 1959 in der Auslandsabteilung der neu gegründeten Bundesanstalt für Bodenforschung in Hannover, wo er vor allem im Iran forschte. 1962 war er wieder als Kustos und ab 1967 Oberkustos an der Universität Marburg. Er forschte dort in Jordanien und habilitierte sich über limnische und Brackwasser-Molluskenfauna des Jura und Wealden in Nordwestdeutschland. 1968 wurde er wissenschaftlicher Rat und 1971 Professor in Marburg. 
Er war Ehrenmitglied der Deutschen Quartärvereinigung (1994) und mit Ernst Schönhals 1968 bis 1978 Schriftleiter von deren Zeitschrift Eiszeitalter und Gegenwart. 
Er veröffentlichte zu Conodonten der alpinen Trias und über Quartärgeologie und verschiedene Themen historischer und regionaler Geologie. Seine Quartär-Sammlung ging an das Ottoneum.
1965 erhielt er den Hermann-Credner-Preis der Deutschen Gesellschaft für Geowissenschaften.
Neben Geologie und Paläontologie hatte er breitgefächerte Interessen (Geographie, Sprachenkunde, Archäologie, Geschichte, Zoologie, Botanik, Umweltschutz).

## Schriften
- Die Conodonten der mediterranen Trias und ihr paläontologischer Wert. In: Paläontologische Zeitschrift. Band 32, 1958, S. 141–175.
- Trias, Jura und tiefe Kreide bei Kaisers in den Lechtaler Alpen. In: Verhandlungen Geologische Bundesanstalt. 1959, Heft 1, S. 44–92.